# Nationalstraße 301 (China)
Die Nationalstraße 301 (chinesisch 301国道, Pinyin 301 Guódào, englisch China National Highway 301), chin. Abk. G301, ist eine 1.680 km lange, in Ost-West-Richtung verlaufende Fernstraße im Nordosten Chinas in der Provinz Heilongjiang sowie im Autonomen Gebiet Innere Mongolei. Sie führt von Suifenhe an der Grenze zu Russland über Mudanjiang und Shangzhi in die Metropole und Provinzhauptstadt Harbin. Von dort führt sie weiter über Daqing, Qiqihar und Hailar nach Manjur (Manzhouli) ebenfalls an der Grenze zu Russland. Die G301 verläuft parallel zur Autobahn G10.
Auf russischer Seite ist die G301 über die Straße 05A-215 mit der Fernstraße A370 (Russland) bei Ussurijsk verbunden.